# Cantón de Istres-Sur
El cantón de Istres-Sur era una división administrativa francesa, que estaba situada en el departamento de Bocas del Ródano y la región de Provenza-Alpes-Costa Azul.

## Composición
El cantón estaba formado por dos comunas, más una fracción de la comuna que le daba su nombre:
- Fos-sur-Mer
- Istres (fracción)
- Saint-Mitre-les-Remparts

## Supresión del cantón de Istres-Sur
En aplicación del Decreto nº 2014-271 de 27 de febrero de 2014, el cantón de Istres-Sur fue suprimido el 29 de marzo de 2015 y sus 3 comunas pasaron a formar parte del nuevo cantón de Istres.